# 肉の万世
肉の万世（にくのまんせい）は、東京都千代田区に本社を置く株式会社万世（英: Mansei Co., Ltd.）が運営する肉料理レストランや精肉店の名称である。屋号の「万世」は本店近くの万世橋に由来する。万世橋は当時は「萬世橋」の表記で「よろずよばし」とも呼ばれていた。
微笑む赤い牛の顔がトレードマーク。現在看板等に用いられている簡略化された意匠は大阪万博のポスターをデザインした福田繁雄の手になるもので、ベースとなったキャラクター（モーちゃん・ブーちゃん）ならびに包装紙等のオリジナルデザインは絵本作家の林義雄によるもの。万世洋食、万世焼肉、万世拉麺を関東各地と福島県白河市にチェーン展開する。
山口県山口市の焼肉店「あじうし」にて同じマークが看板として使われているが、許可を得ているのかは不明。

## 概要
1949年（昭和24年）9月9日創業。戦後に秋葉原で開業した電気部品商・鹿野無線が母体で、ドッジ・ライン不況の際に精肉・コロッケ商「万世」へ業種転換。秋葉原電気街では異色の大型飲食店として成功し、福島県白河市大信地域に自社直営牧場を擁するまでに発展した。なお、創業者の鹿野明は独立前にヤマギワに勤めていた。
食肉卸売業の他、ステーキ・焼肉等肉料理全般を扱うレストラン、パーコー麺で有名なラーメン屋や、カツサンドやカレーライス等を主に提供する軽食喫茶も手掛けている。
整形加工肉ではないため1つ1つハンドカットされる名物万かつサンドは、後楽園球場や小田急ロマンスカーの車内販売で全国的に知名度を広げ、東京駅や東京国際空港の駅弁・空弁として人気商品となった。

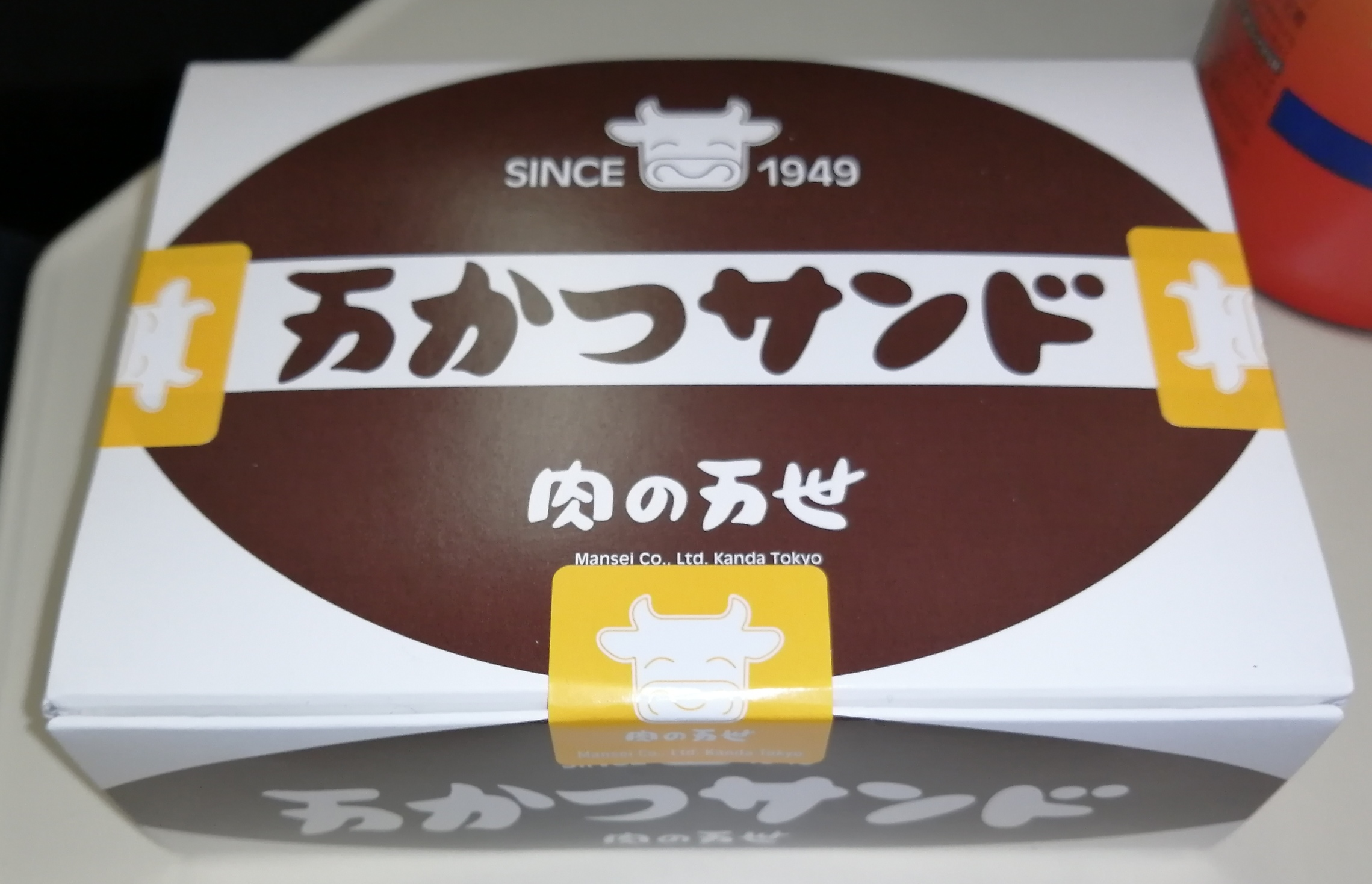
万かつサンド。

秋葉原の本店ビルでは、フロアごとに精肉惣菜店およびラーメン、洋食、焼肉、ステーキレストラン、バー、居酒屋といった多様な業態のレストランを展開している。1階及び地下は予算1000円以下でも食事できるが、上階に行くほど高級指向になっており、最上階は10000円クラスの客単価設定とされている。6階部分は集中調理室となっており、各階店舗の仕込みや調理が行われる厨房となっており、一般客はエレベーターで降りることができない。
2014年10月に、コンビニエンスストアチェーンスリーエフとのコラボレーション店舗を本店ビル1階にオープンした。2018年1月29日をもって一時休業、同年3月8日にローソン・スリーエフとしてリニューアルオープンしている。ローソンやスリーエフで取り扱いのあるコンビニ商品と共に、万かつサンドなど万世商品を24時間販売している。この店舗内にはATMも置かれている。
2020年1月の時点ではコロナ禍の影響で営業階が縮小しており5階までとなった。2021年3月に万世秋葉原本店ビルを日鉄興和不動産に売却していたことが同年9月に報じられたが、万世は売却後もビルをリースバックした上でレストランなどの営業を続けるとしていた。2024年2月20日に3月末をもって本店を閉店することを発表。

## 会員制度
小学生以下の児童を対象に「まんせいくらぶ」という会員制度があり、通常の来店でもジュースかアイスクリーム（ソフトクリーム導入店舗ではミニソフトクリーム）が無料提供される。また誕生日前に郵送される招待状を持って来店すると、記念品や写真撮影といった特典を受けることができる。
中学生以上になると「mansei club ファミリー」に加入でき、誕生日が近づくとソフトドリンクや記念写真サービス、お祝いドリンクの特別価格での提供といった特典を受けることができるバースデーカードが送付される。
「まんせいくらぶ」「mansei club ファミリー」はどちらも入会費・年会費がかからない。